# Kaiserliche Provinz

Römische Provinzen unter Trajan (117 n. Chr.)
„Senatorische“ Provinz
Kaiserliche Provinz
Klientel-Staaten

Als kaiserliche Provinz bezeichnet man eine römische Provinz, in welcher der Kaiser nominell der Statthalter war. Als seinen Stellvertreter in der Provinz und faktischen Statthalter ernannte er einen Legatus Augusti pro praetore (etwa: „Beauftragter des Kaisers im Rang eines Prätors“), den er aus den Senatoren höheren Ranges (ehemalige Prätoren oder Konsuln) auswählte. Die Amtszeit betrug üblicherweise mehrere Jahre (meist zwei bis vier).
Die kaiserlichen Provinzen waren oft die strategisch wichtigen Grenzprovinzen. In ihnen war eine oder mehrere Legionen stationiert, deren Kommandant der Legatus Augusti war (bei mehreren Legionen gab es noch eigene Legati legionis).
Kurz nach der Konsolidierung der Herrschaft des Augustus waren die römischen Provinzen in kaiserliche und „öffentliche“ Provinzen (provinciae publicae) geteilt worden; letztere werden in der Forschung ungenauerweise auch als „senatorische“ Provinzen bezeichnet, weil in ihnen der Senat durch Los den Statthalter bestimmte.
Im Jahr 14 waren folgende Provinzen kaiserlich:
- Aegyptus
- Alpes Cottiae
- Alpes Graiae
- Alpes Maritimae
- Alpes Poeninae
- Britannia
- Dalmatia
- Galatia
- Gallia Aquitania
- Gallia Belgica
- Gallia Lugdunensis
- Germania inferior (als Militärbezirk, erst später als Provinz)
- Germania superior (als Militärbezirk, erst später als Provinz)
- Hispania Tarraconensis
- Iudaea
- Lusitania
- Lycia et Pamphylia (bis 165, danach öffentliche Provinz)
- Noricum
- Pannonia
- Raetia
- Syria
- Thracia

In der Folgezeit wurden als kaiserliche Provinzen errichtet:
- Achaea, Macedonia und Moesia (waren von 15 bis 44 gemeinsam kaiserliche Provinz, danach nur noch Moesia alleine)
- Cappadocia (18)
- Mauretania Caesariensis (40)
- Mauretania Tingitana (40)
- Epirus (67)
- Cilicia (102)
- Arabia Petraea (106)
- Dacia (106)
- Numidia (198/9)